# Maria Ceratza Asenina
Maria Ceratza Asenina (em búlgaro:  Кира-Мария Асенина) foi uma princesa e imperatriz-consorte da Bulgária (czarina), segunda esposa de Jorge I Terter. Ela era filha do czar Mitso Asen e de sua esposa Maria. Não se sabe quando ela nasceu e nem quando morreu.

## História
Através da mãe, Maria Ceratza era neta de João Asen II e de Irene Comnena do Epiro. Além disso, era também irmã de João Asen III, que tomou o trono do Império Búlgaro em 1280 com a ajuda dos bizantinos.
Ela se casou com um nobre búlgaro-cumano Jorge Terter, uma união arranjada por seu irmão para consolidar sua posição no trono. Terter se separou de sua primeira esposa, Maria Terter, que foi enviada junto com o filho do casal, Teodoro Esvetoslau, como refém em Constantinopla. Jorge foi ainda agraciado com o título de déspota, o mais alto título das cortes bizantina e búlgara, enquanto Maria Ceratza tornou-se a despoina.
João Asen III não conseguiu se fazer reconhecer em diversas regiões da Bulgária e acabou tendo que fugir de Tarnovo para o Império Bizantino em 1280. Jorge Terter tomou o poder e Maria Ceratza foi proclamada czarina no mesmo ano.
Porém, ela era bastante impopular em Tarnovo por ser irmã do imperador apoiado pelos bizantinos que acabara de fugir. Seu casamento também foi questionado, pois Maria Terter ainda estava viva. De acordo com a Igreja Ortodoxa Búlgara, o primeiro casamento dele ainda era válido e Maria Ceratza não passava de uma esposa ilegítima. O patriarca Joaquim da Bulgária (Yoakim) ameaçou excomungar o casal e declarou que não desistiria até que Jorge Terter abandonasse Maria Ceratza. O novo imperador então reabriu as conversações com os bizantinos e tentou trazer Maria de volta, o que ele conseguiu finalmente através de um tratado que inverteu os papeis de Maria Terter e Maria Ceratza, esposa e refém respectivamente.

## Família
De acordo com Jorge Paquimeres, Ana Terter, a esposa de Estêvão Milutino, do Reino da Sérvia, era filha de Maria Ceratza e Jorge I.